# بري بيلا
برينا مونيك دانيلسون (بالإنجليزية: Brie Bella)‏(ني غارسيا-كولاس؛ ولدت في 21 نوفمبر 1983) مصارعة محترفة، ممثلة وعارضة أزياء أمريكية ووقعت مع اتحاد دبليو دبليو إي تحت اسم بري بيلا، وتعمل كسفير للشركة. ظهرت في كثير من الأحيان مع شقيقتها التوأم نيكي باسم ذا بيلا توينز، أحد حاملات لقب بطولة دبليو دبليو إي ديفاز لمرة واحدة .

## نشأتها
ولدت برينا مونيك غارسيا كولاس في 23 من نوفمبر 1983 في سان دييغو، كاليفورنيا, بعد ستة عشر دقيقة بعد شقيقتها التوأم، نيكول، للأب جون غارسيا وكاثي كوليس. من أصول مكسيكية أيطالية، حيث نشأت بري في مزرعة في مدينة سكوتسديل بولاية أريزونا.

## روابط خارجية
- بري بيلا على موقع IMDb (الإنجليزية)
- بري بيلا على موقع قاعدة بيانات الفيلم (الإنجليزية)
- بري بيلا على موقع دبليو دبليو إي (الإنجليزية)
- بري بيلا على موقع CageMatch worker (الإنجليزية)
- بري بيلا على موقع قاعدة بيانات المصارعة على الإنترنت (الإنجليزية)